# 巴斯孔塞洛斯圖書館
巴斯孔塞洛斯圖書館位於墨西哥城北部地區，2006年落成，佔地3萬8千平方公尺，成本約9.54亿比索 （当时约为9800万美元），由墨西哥本土建築師阿爾貝托·卡拉赫操刀。圖書館的名字以該國前教育部部長及前墨西哥國立自治大學校長何塞·巴斯孔塞洛斯命名，以紀念巴斯孔塞洛斯對教育及文化的貢獻。